# ArcelorMittal Hunedoara
45°47′11.2″ пн. ш. 22°55′19.1″ сх. д. / 45.786444° пн. ш. 22.921972° сх. д.
АрселорМіттал Хунедоара, або ArcelorMittal Hunedoara (в минулому — Хунедоарський металургійний комбінат (рум. Combinatul Siderurgic Hunedoara)) — металургійний завод в Румунії, у місті Хунедоара. Утворений на місці колишнього Хунедоарського металургійного комбінату, що у другій половині 20 століття посідав друге місце в країні за виробництвом металу (понад 3 млн т сталі на рік, 1970-ті роки).

## Історія

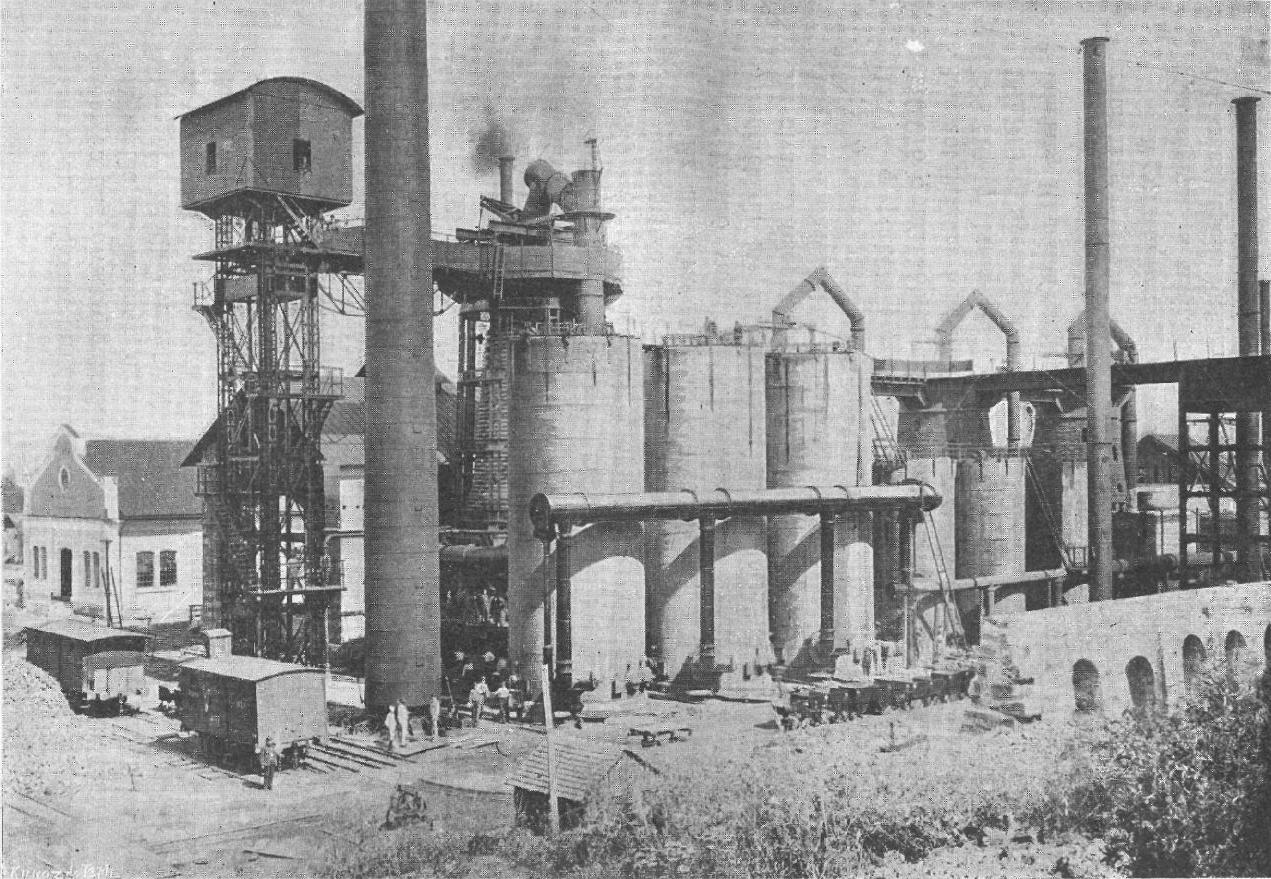
Доменна піч. 1896 рік.

До будівництва заводу у Хунедоарі, в регіоні існували невеличкі залізоробні мануфактури, які втратили своє значення відразу після будівництва заводу.
Будівництво заводу розпочалося у серпні 1882 року з будівництва двох доменних печей об'ємом 110 м³. Завод був відкритий 12 червня 1884 року. Третю доменну піч, продуктивністю 40-50 т чавуну на день почали будувати 1884 року. Будівництво четвертої доменної печі було розпочато 1885 року, а 1903 року було побудовано п'яту доменну піч, продуктивністю 80-150 т на добу. Перші три печі працювали на деревному вугіллі, дві останніх — на коксі. Сталеварне виробництво розпочалося на заводі 1886 року. 1892 року було введено в експлуатацію дві 12-тоних мартенівських печі і два бесемерівських конвертори.
Залізну руду на завод доставляли з копальні біля Геларі, що на відстані 16 км від заводу, за допомогою спеціально збудованої разом з першою доменною піччю канатної дороги. У Геларі видобуток руди розпочався ще 1863 року. Збільшення виробництва викликало потребу у більшій кількоті залізної руди і збільшення її видобутку у великих покладах гори Пояна-Руске. Через те, що канатна дорога не справлялася з доставкою руди на завод, між 1890 і 1900 роками було побудовано вузькоколійну залізницю Геларі—Хунедоара (рум. Calea Ferată Minieră Ardeleană).

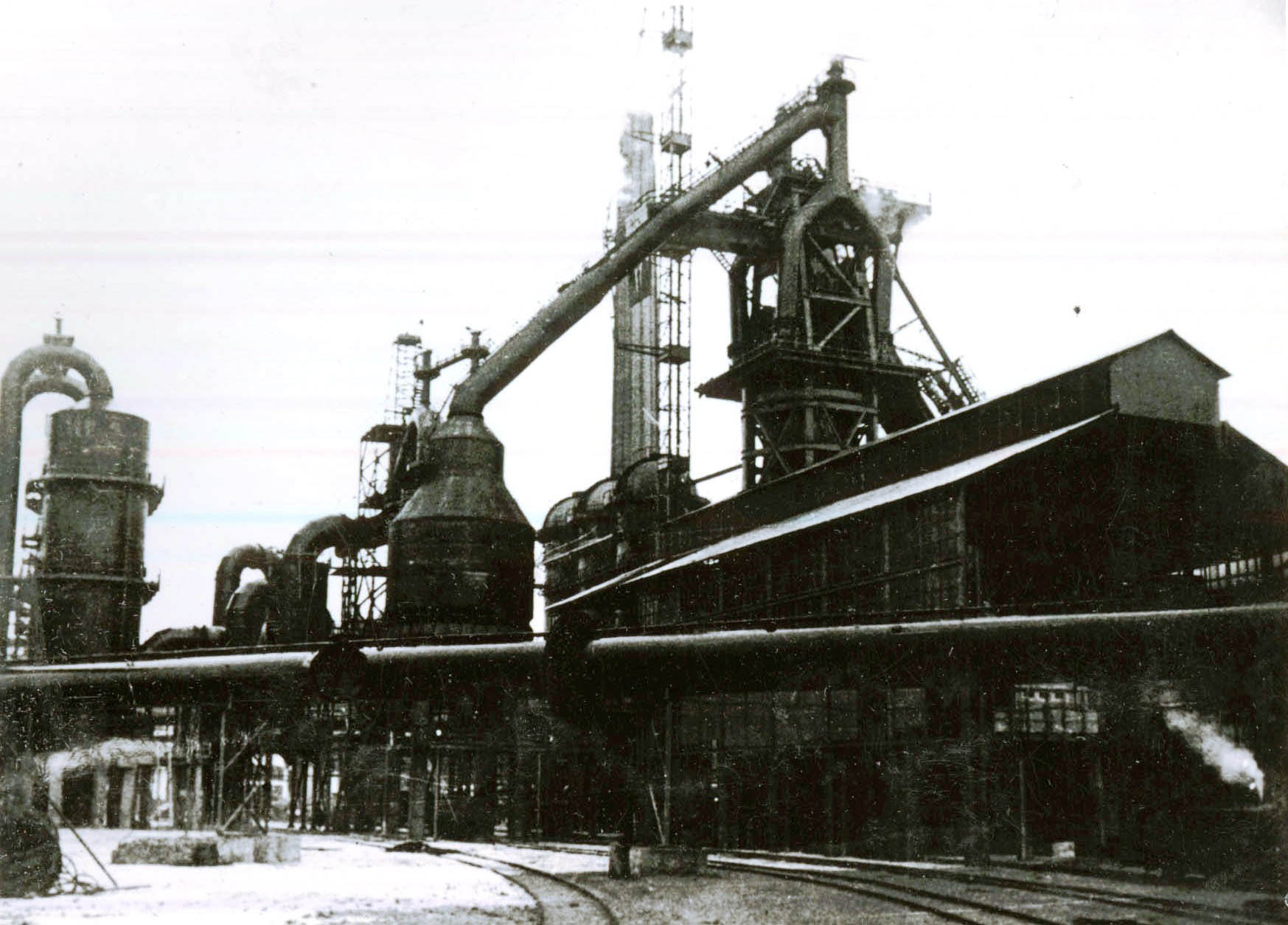
Одна з доменних печей комбінату у 1953 році.

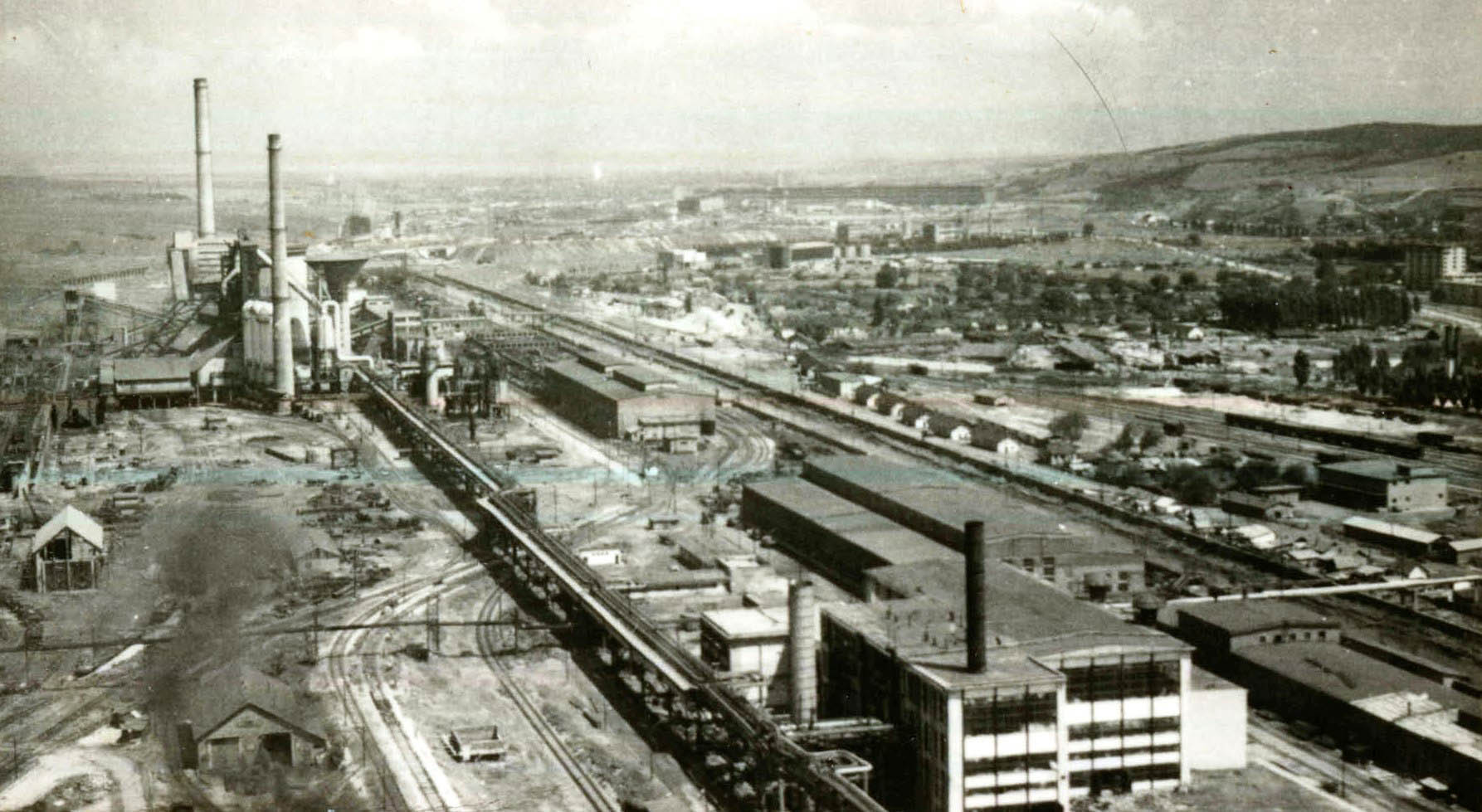
Хунедоарський металургійний комбінат у 1970-х роках.

Після приєднання Трансильванії до Румунії у 1918 році, наступного року завод перейшов у власність румунського уряду.
Між 1937 і 1941 роками на заводі було побудовано нове сталеливарне і прокатне виробництво на основі імпортованого з нацистської Німеччини обладнання.
Після Другої світової війни у 1958 році на заводі було побудовано прокатний стан 1000, а 1968 року — прокатний стан 1300. У 1970-х роках виробництво сталі на заводі досягло близько 3,2 млн т на рік. Найбільших обсягів виробництва на заводі було досягнуто у 1982–1984 роках. Комбінат працював на місцевій залізній руді та коксівному вугіллі Петрошенського басейну.
Металургійний завод відіграв велику роль у зростанні населення у Хонедоара. Якщо у 1930 році населення міста складало 4800 осіб, то 1957 року — вже 36000, а 1990 року — 90000 осіб. В період комуністичного режиму сюди переселялися як селяни з навколишніх сіл, так і селяни з румунської Молдови та Мунтенії.
Після падіння комуністичного режиму в Румунії у 1989 році і змін у економіці країни, виробництво на заводі і кількість робітників на ньому протягом кількох років різко знизилися. Певну роль в цьому відіграло застаріле обладнання. 1993 року кількість працівників на заводі сягала 20000 осіб. Протягом наступних 10 років кількість робітників впала у 10 разів. Навесні 2003 року було звільнено 5300 робітників. У період з вересня 2003 року по квітень 2004 року в ході приватизації комбінат було придбано у румунського уряду компанією Mittal Steel і він отримав назву «Mittal Steel Hunedoara». 2006 року, після того як компанія Mittal придбала Arcelor і було утворено компанію ArcelorMittal, завод отримав назву «ArcelorMittal Hunedoara».

## Сучасність
З 2000-х років металургійний завод не має доменних печей, перетворившись на завод з неповним металургійним циклом. Завод виробляє заготовки для труб, різноманітні профілі, в тому числі спеціальні. На заводі виготовляються також сляби — заготовка для виготовлення сортового прокату. 2008 року на заводі працювало 1200 працівників, 2011 року — лише 820 осіб.
На значній частині колишнього комбінату у 2000-х роках було проведено демонтаж старих будівель і територія його в багатьох місцях перетворена на пустир. У 2010 році сотні людей з околиць заробляли на життя демонтажем і продажем заліза і міді з занехаяної частини території заводу.